# (4885) Grange
(4885) Grange est un astéroïde de la ceinture principale.

## Description
(4885) Grange est un astéroïde de la ceinture principale. Il fut découvert le 10 juin 1980 à l'Observatoire Palomar par Carolyn S. Shoemaker. Il présente une orbite caractérisée par un demi-grand axe de 2,43 UA, une excentricité de 0,17 et une inclinaison de 3,2° par rapport à l'écliptique.

## Compléments